# Joaquim da Costa Lima Júnior
Joaquim da Costa Lima Júnior (Porto, 2 de julho de 1807 — Porto, 29 de janeiro de 1864), foi um arquiteto português.

## Biografia

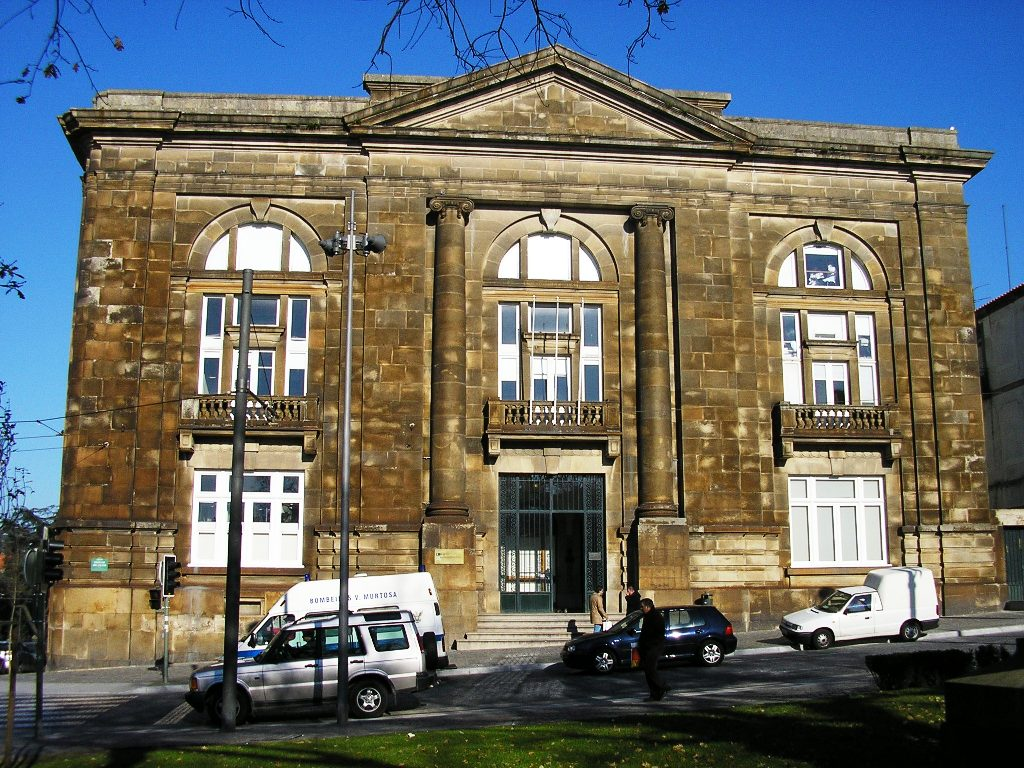
Instituto de Ciências Biomédicas Abel Salazar, no Porto, projecto de Joaquim da Costa Lima Júnior.

Joaquim da Costa Lima Júnior nasceu no Porto, na freguesia de Cedofeita, na Rua de Vilar, a 2 de julho de 1807. Era filho de João Nepomuceno e de Rita de Cássia de Jesus, neto paterno de Domingos Gomes e Ana Clara, materno de Veríssimo da Costa e Francisca Teresa. Era sobrinho materno e afilhado de Joaquim da Costa Lima Sampaio, arquiteto prestigiado da cidade entre 1822 e 1837 (ano da sua morte).
Na Academia Portuense de Belas-Artes foi lente substituto de Arquitectura Civil em 1836, lente em 1838, secretário interino em 1842 e diretor em 1853.
Tal como o tio e padrinho, com quem trabalhou no início da vida profissional, o mestre Costa Lima também foi nomeado arquiteto da repartição de Obras Públicas da Câmara Municipal do Porto, a 25 de julho de 1853.
No Porto riscou, entre outras obras, o mausoléu da Igreja da Lapa, que guarda o coração de D. Pedro IV (edificado em 1835, por decisão de D. Maria II); dois projetos para o edifício da Escola Médico-Cirúrgica do Porto (um de 1838 e outro de 1856); o primeiro plano do Palácio da Bolsa, ao gosto neopalladiano (construção que acompanhou entre 1840 e 1860); o projeto para o acabamento do Arsenal Real do Porto (1851); o portal de acesso à secção privativa da Santa Casa da Misericórdia do Porto, no Cemitério do Prado do Repouso (1863), entre muitas outras.
Foi autor da Planta Topographica da Cidade do Porto (1839), adaptou o projeto da capela-cenotáfio de Carlos Alberto, da autoria de Augusta de Montléart (templo neogótico nos jardins do Palácio de Cristal, benzido em 1861), traçou o primeiro plano do Mercado do Bolhão e um projecto para o monumento a D. Pedro IV.
Fora da cidade, terá projetado parte da obra do cemitério do Peso da Régua para a família Ferreira e o edifício do Senado de Angra do Heroísmo (1849), nos Açores, o plano para o acabamento da igreja de São Torcato, em Guimarães (1860), e, ainda, o edifício onde atualmente está instalado o Instituto de Ciências Biomédicas Abel Salazar da Universidade do Porto.

Joaquim da Costa Lima Júnior residia na freguesia de Massarelos, no Porto, na casa número 8 da Viela do Monte da Pena, onde faleceu a 29 de janeiro de 1864, aos 56 anos, sendo sepultado no extinto cemitério de Cedofeita (desmantelado no princípio do século XX). Foi casado com Luísa Moreira, de quem teve vários filhos.